# Abel Hernández
Abel Mathías Hernández Platero (Pando, 1990. augusztus 8. –) uruguayi válogatott labdarúgó, jelenleg az al-Ahli Doha SC csatára.

## Sikerei, díjai
Uruguay
- Copa América (1): 2011

## Statisztika
2014. május 30-i adatok
| Klub             | Szezon           | Bajnokság | Bajnokság | Kupa  | Kupa | Nemzetközi | Nemzetközi | Összesen | Összesen |
| Klub             | Szezon           | Mérk.     | Gól       | Mérk. | Gól  | Mérk.      | Gól        | Mérk.    | Gól      |
| ---------------- | ---------------- | --------- | --------- | ----- | ---- | ---------- | ---------- | -------- | -------- |
| Central Español  | 2006–07          | 3         | 0         | –     | –    | –          | –          | 3        | 0        |
| Central Español  | 2007–08          | 24        | 9         | –     | –    | –          | –          | 24       | 9        |
| Central Español  | Összesen         | 27        | 9         | –     | –    | –          | –          | 27       | 9        |
| Peñarol          | 2008–09          | 8         | 3         | –     | –    | –          | –          | 8        | 3        |
| Peñarol          | Total            | 8         | 3         | –     | –    | –          | –          | 8        | 3        |
| Palermo          | 2008–09          | 6         | 0         | –     | –    | –          | –          | 6        | 0        |
| Palermo          | 2009–10          | 21        | 7         | 1     | 0    | –          | –          | 22       | 7        |
| Palermo          | 2010–11          | 22        | 3         | 3     | 1    | 4          | 4          | 29       | 8        |
| Palermo          | 2011–12          | 20        | 6         | –     | –    | –          | –          | 20       | 6        |
| Palermo          | 2012–13          | 14        | 1         | 1     | 0    | –          | –          | 15       | 1        |
| Palermo          | 2013–14          | 28        | 14        | 2     | 0    | –          | –          | 30       | 14       |
| Palermo          | Összesen         | 111       | 31        | 7     | 1    | 4          | 4          | 122      | 36       |
| Karrier összesen | Karrier összesen | 146       | 43        | 7     | 1    | 4          | 4          | 157      | 48       |

## Fordítás
Ez a szócikk részben vagy egészben  az   Abel Hernández című angol Wikipédia-szócikk fordításán alapul.  Az eredeti cikk szerkesztőit annak laptörténete sorolja fel. Ez a jelzés csupán a megfogalmazás eredetét és a szerzői jogokat jelzi, nem szolgál a cikkben szereplő információk forrásmegjelöléseként.